# Pere Audí i Ferrer
Pere Audí i Ferrer (Tortosa, 1956) és un mestre, escriptor i historiador català.
Va estudiar magisteri. Va començar estudis d'història a la Universitat Central de Barcelona i a la Universitat Nacional d'Educació a Distància, si bé no ha acabat la llicenciatura. El 1991 va deixar Barcelona i al cap de dos anys es va instal·lar a Marçà on treballa des de 1997 com a mestre. Des 1995 treballa sobre la història de Falset i el Priorat entre 1900 i 1936. Va ser un dels primers per desbrossar el camí que va portar a la implantació del catalanisme al Priorat. En l'actualitat estudia el període anterior a l'arribada de la fil·loxera i la biografia de Josep Maria Gich i Pi.
Col·labora en diverses revistes locals (Tartacó de la Serra d'Almos, Canya i Gram del Masroig) o d'àmbit comarcal (Lo Violí, Diari del Priorat, PrioratDigital).

## Obra
No ficció
- Poder i societat: Tortosa 1600-1650. (1995), Premi Ciutat de Tortosa el 1993[4]
- “El Porvenir” 1916-1936: Vint anys de cooperativisme obrer a Falset. (2004)[cal citació]
- Botigues i tallers de Falset a través de les seves factures (1929-1936) (2007)[5]
- Joaquim Llorens Abelló. Barcelona: Fundació Roca i Galés, 2008, juntament amb Toni Orensanz.
- Cooperativistes, anarquistes i capellans al Priorat (1910-1923). (2010).[6] Va rebre el premi Jaume Ardèvol i Cabrer dels Jocs Florals de Torroja del Priorat de 2009.[7][8]

Ficció
- Malanyet (2013), novel·la.[9] «…un retrat de la vida i miracles del Priorat en els convulsos anys de l'inici del segle xx»…«Un plaer de lectura.»[10][11]